# 岩本政光
岩本 政光（いわもと まさみつ、1929年（昭和4年）4月15日 - 2014年（平成26年）7月5日）は、日本の実業家、政治家。参議院議員（自民党）。

## 来歴・人物
北海道札幌郡豊平町石山（現札幌市南区石山）生まれ。北海中学校を経て北海道大学工学部土木科を卒業した。学生時代からスキーの製作を手がけ、そのまま実業界へと入る。1960年（昭和35年）にタクシー業の東洋交通を設立した。父・政一の選挙活動を手伝ううちに、政界を志すようになる。北海道議会議員を2期務めたのち、1980年（昭和55年）の第12回参議院議員通常選挙で自民党から立候補、初当選を果たし参議院議員を2期務めた。
1990年（平成2年）にクモ膜下出血で倒れた。1992年（平成4年）の第16回参議院議員通常選挙で落選し、1995年（平成7年）夏、次期衆院選北海道3区での立候補を表明し事務所開きをするも、直後に撤回して政界から引退した。国会議員時代は自民党で宏池会に所属して主に商工・都市対策を手掛け、参議院商工委員会委員長や、第1次中曽根内閣で北海道開発庁政務次官を歴任した。
引退後は、再び東洋交通の社長職に復帰し、北海道軟式野球連盟代表、北海道フォークダンス連合会会長などを務めた。趣味の囲碁は6段の腕前の持ち主であった。
1999年（平成11年）4月の春の叙勲で勲二等に叙され、旭日重光章を受章する。
2014年（平成26年）7月5日、脳梗塞のため札幌市の病院で死去した。85歳没。死没日付をもって正四位に叙された。

## 家族
父は、実業家で北海道議会議員及び議長、参議院議員の岩本政一、妻は北海道議会議長を務めた吉田政一の妹、弟は北海道議会議員・第21代議長の岩本允、允の次男で甥の岩本剛人も元北海道議会議員で現参議院議員。

## 著作
『ふるさと(北海道)へのメッセージ : 1980-1985』北海道21世紀問題研究所、1985年11月。 NCID BA5008943X。